# Wadi Bani Khalid
Wilayat Wadi Bani Khalid (in arabo وِلَايَـة وَادِي بَـنِي خَـالِـد‎?) è un Wilayah (in arabo وِلَايَـة‎?, Provincia) nel Governatorato di Ash Sharqiyah nord della Regione Orientale dell'Oman. Situata a circa 203 km da Muscat e 120 km da Sur, la provincia è conosciuta per l'omonimo Wadi Bani Khalid (in arabo وَادِي بَـنِي خَـالِـد‎? ) che è una nota destinazione per i turisti.

## Il wadi
Wadi Bani Khalid è uno dei wadi più noti del Sultanato dell'Oman a causa del suo flusso costante di acqua durante tutto l'anno. Grandi specchi d'acqua e massi sono sparsi lungo il corso del wadi. Come area geografica, copre un'ampia fascia di pianura e i monti Hajar.
Kuhūf  costituisce alcune delle caratteristiche di questo wadi. Questi includono Kahf Maqal (كَـهْـف مَـقَـل‎), che è stato descritto come un "sotterraneo" del Sultanato dell'Oman, o l'Akthar أَكْـثَـر‎, "migliore") su 4000 grotte. Aflāj (canali sotterranei) o ʿUyūn  sono comuni anche in questo wadi, tra cui ʿAin Ḥamūdah (عَـيْـن حَـمُـوْدَة‎), inAin aṣ-Ṣārūj (عَـيْـن الـصَّـارُوْج‎) e inAin Dawwah (عَـيْـن دَوَّه‎).

## Villaggi o città
Il villaggio di Bada' (in arabo بضعه‎?) è una fermata ben nota per i turisti nella valle. Bidiyyah si trova a circa 40 chilometri di distanza.

### Traduzioni
1. ↑  in arabo كُـهُـوْف‎?, caves; singular: Kahf (كَـهْـف‎)
2. ↑  عُـيُـوْن‎, springs of water; singular: ʿAyn (عَـيْـن‎)[18]

### Altre note
1. 1 2  (AR) Copia archiviata, su OmanLight.com, 24 aprile 2008. URL consultato il 27 marzo 2018 (archiviato dall'url originale il 2 agosto 2018).
2. 1 2  (AR) Copia archiviata, su Almrsal.com, 28 giugno 2016. URL consultato il 26 marzo 2018 (archiviato dall'url originale il 1º marzo 2019).
3. ↑   Babu Thomas (Web developer or designer), omanet.om,  https://web.archive.org/web/20131208143606/http://www.omanet.om/english/regions/oman.asp?cat=reg. URL consultato il 9 giugno 2013 (archiviato dall'url originale l'8 dicembre 2013).
4. ↑   Copia archiviata. URL consultato il 27 aprile 2020 (archiviato dall'url originale il 4 luglio 2018).
5. ↑   Pedro, travelwithpedro.com, Travel With Pedro,  http://www.travelwithpedro.com/visiting-wadi-bani-khalid-oman-desert-paradise/. URL consultato il 25 marzo 2018.
6. ↑   Alimsk, omantripper.com, Oman Tripper, 20 dicembre 2013,  http://www.omantripper.com/wadi-bani-khalid/. URL consultato il 25 marzo 2018.
7. ↑  (AR) Copia archiviata, su Oman Tourism, 2016. URL consultato il 26 marzo 2018 (archiviato dall'url originale il 3 ottobre 2017).
8. ↑   Claire, zigzagonearth.com, ZigZag on Earth,  https://www.zigzagonearth.com/wadi-bani-khalid-oman/. URL consultato il 25 marzo 2018.
9. ↑   Copia archiviata, su Lonely Planet. URL consultato il 25 marzo 2018 (archiviato dall'url originale il 25 marzo 2018).
10. ↑   Froelich, P.,  https://nypost.com/2015/02/18/the-hidden-oasis-of-the-arabian-desert-is-heaven-on-earth/.
11. ↑   كهوف عُمان.. أساطير عمرها آلاف السنين, su alkhaleej.ae. URL consultato il 27 aprile 2020.
12. ↑  (AR)  https://www.albayan.ae/economy/tourism/2017-10-02-1.3058151.
13. ↑   Khan, N.,  https://www.skyscanner.net/trip/muscat-china/things-to-do/wadi-bani-khalid.
14. 1 2   Majan Views Travel & Tours, majanviews.com, 2017,  http://majanviews.com/portfolio/wadi-bani-khalid/. URL consultato il 28 marzo 2018.
15. ↑  (AR) Atheer.om, 2 dicembre 2017,  http://www.atheer.om/archives/453295/أكثر-من-4-آلاف-زائر-له-اليوم-تعرف-على-واد/. URL consultato il 27 marzo 2018.
16. ↑  (AR) Shuoon.om, 3 dicembre 2017,  https://shuoon.om/?p=9000. URL consultato il 28 marzo 2018.
17. ↑  (AR) Copia archiviata, in Alwatan.com, 3 dicembre 2017. URL consultato il 27 marzo 2018 (archiviato dall'url originale il 27 marzo 2018).
18. ↑  (AR) بالصور.. هذه أهم الأماكن للسياحة الداخلية بالسلطنة, in Atheer.om, 2 settembre 2017. URL consultato il 27 marzo 2018.
19. ↑  (AR) Halla 360 Oman, 2015,  http://www.halla-oman.com/wadi_bani_khalid_oman_ar.html. URL consultato il 28 marzo 2018.
20. ↑   Things To Do Travelling, 29 maggio 2015,  http://www.thingstodotravelling.com/wadi-bani-khalid-in-oman/. URL consultato il 28 marzo 2018.
21. ↑   TripAdvisor,  https://www.tripadvisor.com/Attraction_Review-g2626901-d2299517-Reviews-Wadi_Bani_Khalid-Ash_Sharqiyah_Governorate.html. URL consultato il 27 marzo 2018.
22. ↑   TripAdvisor,  https://www.tripadvisor.co.uk/ShowUserReviews-g2626901-d2299517-r301429736-Wadi_Bani_Khalid-Ash_Sharqiyah_Governorate.html. URL consultato il 27 marzo 2018.
23. ↑  (EN) it was a wonderful journey - Review of Wadi Bani Khalid, Muscat, Oman, su Tripadvisor. URL consultato il 27 aprile 2020.